# Fluoreto de prata(I)
Fluoreto de prata (I), também conhecido como fluoreto argentoso ou monofluoreto de prata, é um composto químico de fórmula AgF. É um sólido avermelhado, solúvel em água (1.8 kg/L), que enegrece quando exposto a umidade.